# Muscle érecteur du poil

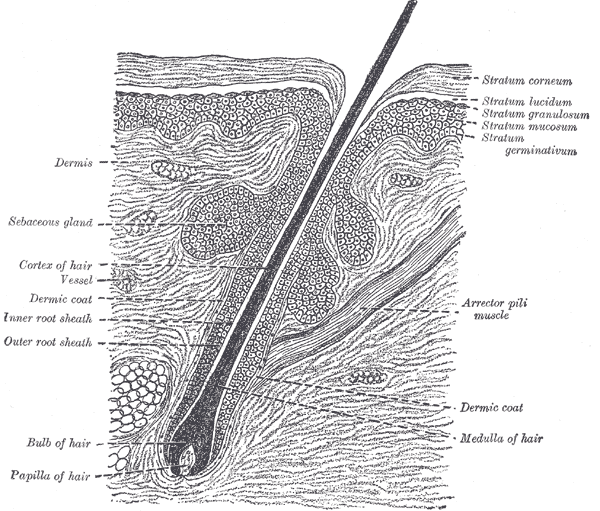
Schéma d'une coupe de la racine d'un poil montrant une partie du muscle arrecteur associé (légendé en anglais : arrector pili muscle).

Le muscle érecteur ou muscle arrecteur du poil, dit aussi muscle horripilateur, est un des muscles lisses situés à la base de chaque poil chez la plupart des mammifères (dont les humains). Il s'étend de la base de la gaine épidermique du poil à l'épiderme de surface de la peau, et participe à la thermorégulation au cours du frisson (ou chair de poule).
Ces muscles sont sous le contrôle du système nerveux autonome.
Le nom latin correspondant est musculus arrecto